# Cantón de Châtel-sur-Moselle
El cantón de Châtel-sur-Moselle era una división administrativa francesa, que estaba situada en el departamento de Vosgos y la región de Lorena.

## Composición
El cantón estaba formado por veintitrés comunas:
- Badménil-aux-Bois
- Bayecourt
- Châtel-sur-Moselle
- Chavelot
- Damas-aux-Bois
- Domèvre-sur-Durbion
- Frizon
- Gigney
- Girmont
- Hadigny-les-Verrières
- Haillainville
- Igney
- Mazeley
- Moriville
- Nomexy
- Oncourt
- Pallegney
- Rehaincourt
- Sercœur
- Thaon-les-Vosges
- Vaxoncourt
- Villoncourt
- Zincourt

## Supresión del cantón de Châtel-sur-Moselle
En aplicación del Decreto nº 2014-268 de 27 de febrero de 2014, el cantón de Châtel-sur-Moselle fue suprimido el 22 de marzo de 2015 y sus 23 comunas pasaron a formar parte; nueve del nuevo cantón de Golbey, siete del nuevo cantón de Bruyères y siete del nuevo cantón de Charmes.